# Присяжнюк Олександр Дмитрович
Присяжнюк Олександр Дмитрович (нар. 25 березня 1964 — 4 липня 2022) — старший сержант 3-тя окрема танкова бригада, учасник російсько-української війни.

## Життєвий шлях
Народився с. Гвіздярня, Романівський район (нині — Житомирський). Закінчив Ясногородську ЗОШ.
В 1981—1982 рр. навчався в Центрі професійно-технічної освіти м. Житомира на професії "Електромонтера".
В 1982 року проходив строкову службу в танкових військах (зокрема і в Монголії). Після служби в армії закінчив танкове училище.
Трудову діяльність розпочав в Житомирському заводі хімічного волокна. Більшу частину свого життя Олександр Присяжнюк пропрацював у Житомирському трамвайно-тролейбусному управлінні на посаді монтер колії. Потім влаштувався на Житомирський м'ясокомбінат зайнявши посаду садівника.
З початком війни пішов добровольцем на фронт. Олександра направили в дев'ятий танковий батальйон на посаду командира взводу танкової роти. Разом зі своїм підрозділом Олександр пішов на завдання, але не повернувся, загинувши в бою під Слов'янськом 4 липня.
20 липня 2022 року похований в Житомирі, на Смолянському військовому цвинтарі.

## Нагороди
Указом Президента України №617/2022 від 29 серпня 2022 року, нагороджений орденом “За мужність” ІІІ ступеня посмертно.